# 学校法人育英館
学校法人育英館（がっこうほうじんいくえいかん）は日本の学校法人。専門学校、日本語学校を運営し、中国に学校を合弁で設立している。

## 概要
理事長の松尾英孝が1985年に京都府京都市に京都ピアノ技術専門学校を設立する。
1991年、中国遼寧省にある音楽学校との交流をきっかけに京都市に日本語学校・関西語言学院を設立。関西語言学院は、中国の学生が日本の大学等に進学するための日本語学校で在籍留学生は2017年11月時点で694人が中国人である。
医療専門学校の事業承継を経て、高知県四万十市の四万十看護学院を運営する。
日中友好に貢献する人材を育てるという目的で、1998年には中国瀋陽市で日本語教育を行う中高一貫校の東北育才外国語学校を東北育才学校と合弁で設立した。
また農林事業部があり、滋賀県大津市和邇の農地を運営する。
中国人理事が2人おり、うち東北育才外国語学校の終身校監と東北育才学校の顧問を務めている1人は中国共産党員であり、過去に労働模範として表彰されている人物であると産経新聞は報道している。

## 関連法人

### 学校法人京都育英館
廃止された京都市立看護短期大学を引き継ぐことが決まった後、京都看護大学を運営するため2013年に設立された。事務所の所在地は京都府京都市中京区壬生東高田町1-21。
2016年には、入学者が定員を下回る状況が続いていた北海道栄高等学校の運営を学校法人佐藤栄学園から移管した。
2017年には、学校法人駒澤大学より苫小牧駒澤大学の譲渡をうけ文部科学省に設置者変更を申請、2021年に名称を北洋大学に変更した。

### 学校法人北辰学堂
稚内北星学園大学を育英館大学（2022年4月に大学名変更）として、経営が悪化している大学の運営を引き継いだ。

### 公益財団法人国際医学教育財団
2009年に設立された。国家資格を持つ中国人医療従事者を対象に、日本の医師や看護師の資格を取得するための教育・生活支援をするなど、医療、教育分野における国際的人材の支援・育成を目的とする。